# Román Martínez
Pour les articles homonymes, voir Martínez.
Román Martínez est un boxeur portoricain né le 31 janvier 1983 à Vega Baja.

## Carrière
Passé professionnel en 2001, il devient champion du monde des super-plumes WBO le 14 mars 2009 en détrônant à la Manchester Evening News Arena le britannique Nicky Cook par arrêt de l'arbitre à la 4e reprise. Martínez conserve son titre le 12 septembre en battant par KO à la 9e reprise Feider Viloria et le 29 mai 2010 Gonzalo Munguia par KO au 4e round. Il est en revanche battu aux points par Ricky Burns le 4 septembre 2010 avant de remporter une seconde fois cette ceinture le 15 septembre 2012 aux dépens de Miguel Beltran Jr. Rocky fait ensuite match nul contre Juan Carlos Burgos le 19 janvier 2013 puis bat aux points Diego Magdaleno le 6 avril 2013.
Le 9 novembre 2013, il affronte l'américain Mikey Garcia. Malgré un bon début de combat marqué par le compte de Garcia au second round à la suite d'un contre, Román Martínez est mis KO au 8e round sur un crochet gauche au foie. Il obtient toutefois une nouvelle chance de remporter le titre WBO des super-plumes le 11 avril 2015 en affrontant le mexicain Orlando Salido. Le combat va au terme des 12 reprises même si Salido est compté 2 fois par l'arbitre. Le boxeur portoricain est finalement déclaré vainqueur à l'unanimité des juges puis fait match nul lors de la revanche le 12 septembre 2015. 
Martínez perd son titre le 11 juin 2016 en étant battu par arrêt de l'arbitre au 5e round par Vasyl Lomachenko.